# Katya Wyeth
Katya Wyeth (nascida em 1 de janeiro de 1948) é uma modelo e atriz de origem alemã notável por seus papéis em vários filmes clássicos de terror dos anos 1960 e 70. O nome dela às vezes aparece como 'Katya Wyath' ou 'Kathja Wyeth'.
Katya Wyeth apareceu nos filmes Hands of the Ripper (1971) e Burke & Hare (1971). Seu papel melhor lembrado é provavelmente como a 'Condessa Mircalla' no filme de 'terror da Hammer', Twins of Evil (1971), onde ela apareceu ao lado de Peter Cushing.
Katya Wyeth foi a atriz vista montada em Alex (Malcolm McDowell) na sequência da 'Fantasia na neve' que encerra Laranja Mecânica (1971). Ela também apareceu em dois episódios da primeira temporada de Monty Python's Flying Circus.

## Filmografia
- Inspector Clouseau (1968; como Kathja Wyeth)
- Monty Python's Flying Circus (série de televisão) (1969; como Katya Wyeth em Owl Stretching Time, Kathja Wyeth em Full Frontal Nudity)
- Laranja Mecânica (1971)
- Hands of the Ripper (1971)
- Twins of Evil (1971)
- Straight On till Morning (1972)
- Burke & Hare (1972; como Katya Wyath)
- Barry McKenzie Holds His Own (1974)
- Confessions of a Window Cleaner (1974)
- Got It Made (1974)
- I'm Not Feeling Myself Tonight (1976)
- No. 1 of the Secret Service (1977)